# Melvin Frank
 (juillet 2025).
Si vous disposez d'ouvrages ou d'articles de référence ou si vous connaissez des sites web de qualité traitant du thème abordé ici, merci de compléter l'article en donnant les références utiles à sa vérifiabilité et en les liant à la section « Notes et références ».
Pour les articles homonymes, voir Frank.
Melvin Frank (Chicago, Illinois (États-Unis), 13 août 1913 – Los Angeles (États-Unis), 13 octobre 1988), est un scénariste, producteur et réalisateur américain.

## Filmographie

### comme scénariste
- 1942 : La Blonde de mes rêves (My Favorite Blonde) de Sidney Lanfield
- 1942 : Au Pays du rythme (Star spangled rythm) de George Marshall
- 1943 : Happy Go Lucky
- 1943 : Remerciez votre bonne étoile (Thank Your Lucky Stars)
- 1944 : Quatre Flirts et un cœur (And the Angels Sing) de George Marshall
- 1944 : La Princesse et le pirate (The Princess and the Pirate)
- 1945 : Duffy's Tavern
- 1946 : En route vers l'Alaska (Road to Utopia)
- 1946 : Our Hearts Were Growing Up
- 1946 : Le Joyeux Barbier (Monsieur Beaucaire) de George Marshall
- 1947 : L'Homme de mes rêves (It Had to Be You)
- 1948 : Un million clé en main (Mr. Blandings Builds His Dream House)
- 1948 : The Return of October
- 1950 : Une rousse obstinée (The Reformer and the Redhead)
- 1951 : Proprement scandaleux (Strictly Dishonorable)
- 1951 : Une vedette disparaît (Callaway Went Thataway)
- 1952 : Le Grand Secret (Above and Beyond)
- 1954 : Un grain de folie (Knock on Wood)
- 1954 : Noël blanc (White Christmas)
- 1956 : Le Bouffon du roi (The Court Jester)
- 1956 : Si j'épousais ma femme (That Certain Feeling)
- 1959 : Violence au Kansas (The Jayhawkers!)
- 1959 : Li'l Abner
- 1960 : Voulez-vous pêcher avec moi ? (The Facts of Life)
- 1962 : Astronautes malgré eux (The Road to Hong Kong)
- 1966 : Le Forum en folie (A Funny Thing Happened on the Way to the Forum)
- 1968 : Buona sera Madame Campbell (Buona Sera, Mrs. Campbell)
- 1973 : Une maîtresse dans les bras, une femme sur le dos (A Touch of Class)
- 1976 : La Duchesse et le Truand (The Duchess and the Dirtwater Fox)
- 1979 : L'Amour sur béquilles (Lost and Found)

### comme producteur
- 1948 : Un million clé en main (Mr. Blandings Builds His Dream House)
- 1950 : Une rousse obstinée (The Reformer and the Redhead)
- 1951 : Proprement scandaleux (Strictly Dishonorable)
- 1951 : Une vedette disparaît (Callaway Went Thataway)
- 1952 : Le Grand Secret (Above and Beyond)
- 1954 : Un grain de folie (Knock on Wood)
- 1956 : Le Bouffon du roi (The Court Jester)
- 1956 : Si j'épousais ma femme (That Certain Feeling)
- 1959 : Dans la souricière (The Trap)
- 1959 : Violence au Kansas (The Jayhawkers!)
- 1962 : Astronautes malgré eux (The Road to Hong Kong)
- 1965 : Étranges compagnons de lit (Strange Bedfellows)
- 1966 : Le Forum en folie (A Funny Thing Happened on the Way to the Forum)
- 1968 : Buona sera Madame Campbell (Buona Sera, Mrs. Campbell)
- 1973 : Une maîtresse dans les bras, une femme sur le dos (A Touch of Class)
- 1975 : Le Prisonnier de la seconde avenue (The Prisoner of Second Avenue)
- 1976 : La Duchesse et le Truand (The Duchess and the Dirtwater Fox)
- 1979 : L'Amour sur béquilles (Lost and Found)

### comme réalisateur
- 1950 : Une rousse obstinée (The Reformer and the Redhead)
- 1951 : Proprement scandaleux (Strictly Dishonorable)
- 1951 : Une vedette disparaît (Callaway Went Thataway)
- 1952 : Le Grand Secret (Above and Beyond)
- 1954 : Un grain de folie (Knock on Wood)
- 1956 : Le Bouffon du roi (The Court Jester)
- 1956 : Si j'épousais ma femme (That Certain Feeling)
- 1959 : Violence au Kansas (The Jayhawkers!)
- 1959 : Li'l Abner
- 1960 : Voulez-vous pêcher avec moi ? (The Facts of Life)
- 1965 : Étranges compagnons de lit (Strange Bedfellows)
- 1968 : Buona sera Madame Campbell (Buona Sera, Mrs. Campbell)
- 1973 : Une maîtresse dans les bras, une femme sur le dos (A Touch of Class)
- 1975 : Le Prisonnier de la seconde avenue (The Prisoner of Second Avenue)
- 1976 : La Duchesse et le Truand (The Duchess and the Dirtwater Fox)
- 1979 : L'Amour sur béquilles (Lost and Found)
- 1987 : Walk Like a Man